# 嵆康

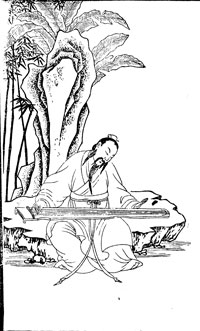
琴を弾く嵆康（明時代画）

嵆 康（けい こう、黄初4年（223年）? - 景元3年（262年）?）は、中国三国時代の魏の文人。字は叔夜。豫州譙国銍県（現在の安徽省淮北市濉渓県）の人。竹林の七賢の一人で、その主導的な人物の一人。父は嵆昭。兄は嵆喜。子は嵆紹・女子一人。
幼少の頃孤児となり、魏の年末の政治的に不安な時代を生きたが、自由奔放な性格と、魏の公主を妻とした複雑な立場から、名利を諦め、琴を弾き詩を詠い、山沢に遊んでは帰るのを忘れたという。従って老荘を好み、官は中散大夫に至ったが、山濤から役を譲られようとした時、絶交書を送った。

## 経歴
曹操の曾孫娘の長楽亭主（曹林の孫娘）を妻とし、魏の宗室の姻戚として中散大夫に任じられたので、嵆中散とも呼ばれる。
非凡な才能と風采を持ち、日頃から妄りに人と交際しようとせず、山中を渉猟して仙薬を求めたり、鍛鉄をしたりするなどの行動を通して、老荘思想に没頭した。気心の知れた少数の人々と、清談と呼ばれる哲学論議を交わし名利を求めなかった。友人の山濤が自分の後任に嵆康を吏部郎に推薦した時には、「与山巨源絶交書」（『文選』所収）と書いて彼との絶交を申し渡した上で、それまで通りの生活を送った。ただし死の直前、子の嵆紹を山濤に託しているように、この絶交書は文字通りのものではなく、自らの生き方を表明するために書かれたものであった。
嵆康の親友であった呂安は、兄の呂巽が自分の妻と私通した事で諍いを起こし、兄を告発しようとした。ところが、身の危険を感じた呂巽によって先に親不孝の罪で訴えられた。この時、嵆康は呂安を弁護しようとした。しかし鍾会は以前から嵆康に怨恨があったため、この機会に嵆康と呂安の言動を風俗を乱す行ないだとして、司馬昭に讒言した。このため、山濤の吏部郎への推薦を断った事と、呂安を弁護する姿勢が罪状に挙げられ、嵆康と呂安は死罪となった。
当時、汲郡に孫登という道士がいた。嵆康は山に薬草を採りに行った時に知り合い、彼の元に3年通っていた。しかし、孫登が一言も口を利こうとしなかったため、嵆康は別れ際に「先生、まだ口を利いてはいただけないのでしょうか」と尋ねた。そのため孫登は、初めて口を開き「あなたは多才だが見識が乏しい。今の世の中では難を免れるのは難しいぞ」と言った。結局、嵆康は死刑という難を免れる事ができなかった。
嵆康は「琴（きん）」を演奏する事を好んでおり、ある時に見知らぬ人物から「広陵散」と呼ばれる琴の曲を学び得意としていたが、誰にもそれを教えなかった。刑の直前にこの曲を演奏し「広陵散、今に於いて絶ゆ」と言い残し処刑されたという。「声無哀楽論」・「琴賦」を著すなど、音楽理論に精通していた。
著作は他に「養生論」・「釈私論」があり、詩は「幽憤詩」・「贈秀才入軍五首」などの四言詩に優れていた。